# 北海道開発大博覧会
北海道開発大博覧会（ほっかいどうかいはつだいはくらんかい、英: HOKKAIDO GRAND FAIR）は、1950年（昭和25年）7月から8月にかけて北海道旭川市で開催された博覧会。

## 概要
1950年の旭川開拓60周年を記念して博覧会開催を計画し、日本再建の中核となる商業経済の振興と科学文化の向上に資するとともに、北海道総合開発の推進を図るべく開催された。
- 主催：北海道庁、旭川市
- 会期：1950年7月15日 - 8月23日
- 協賛：旭川市商工会議所、各日刊新聞社、北海道商工会議所連合会
- 後援：総理府、法務府、経済安定本部、通商産業省、大蔵省、建設省、外務省、農林省、文部省、運輸省、電気通信省、郵政省、労働省、厚生省、日本国有鉄道、日本交通公社、日本放送協会、日本商工会議所、全日本観光連盟、日本貿易会
- 役員
  - 総裁：田中敏文（北海道知事）
  - 会長：前野与三吉（旭川市長）
- 入場料
  - 大人：前売り100円・当日120円
  - 小人：当日60円
  - 前売り券には福引景品として特等紳士服三つ揃えまたは高級婦人服または訪問着20本、1等茶箪笥または高級ラジオセットまたは洋服生地6ヤール40本、2等置き時計または電気スタンド100本、3等万年筆またはケーキセット500本、4等ハンカチまたは石鹸2万本が用意された。
- テーマ曲
  - あゝ北の国（作詞：杉山一郎 作曲：米山正夫 歌：藤山一郎 演奏：コロムビア・オーケストラ）
  - 北海小唄（作詞：畑中龍雄 作曲：八洲秀章 歌：鶴田六郎、久保幸江、林庸夫、コロムビア合唱団 演奏：コロムビア・オーケストラ）
  - 観光旭川音頭（作詞：小原四郎 補作：野村俊夫 作曲：八洲秀章 歌：鶴田六郎、平尾禮子、コロムビア合唱団 演奏：コロムビア・オーケストラ）
  - 旭川シャンソン（作詞：野村俊夫 作曲：竹岡信幸 歌：小畑実、山田陽子 演奏：コロムビア・オーケストラ）

## 施設・パビリオン
- 常磐会場（旭川市常磐公園、第一会場）
  - 第一道産館：渡島支庁、函館市、後志支庁、石狩支庁、札幌市、北海道酪農協同組合、美唄市、檜山支庁、小樽市、胆振支庁、室蘭市、苫小牧市、帝国繊維札幌支店、日本建設産業札幌支店、森又商会札幌支店、日本ゴム札幌工場、日本セメント札幌スレート工場、三菱鉱業小樽支店、北海道炭礦汽船小樽支店などから500点の特産品・工業品を出品。三菱鉱業の高さ8尺重量2トンの石炭塊が目玉となった。面積150坪。
  - 第二道産館：夕張製作所、空知支庁、帯広市、日本甜菜製糖、紋別町、網走市、宗谷支庁、稚内市、日曹天塩鉱業、岩見沢市、東洋高圧、日高物産、池内ベニヤ、網走支庁、北見市、留萌市、留萌支庁などから500点を展示。面積150坪。
  - 第三道産館：合同酒精、国策パルプ、昭和電工、旭油脂、旭都ランプ、旭川紡績、花輪商事、藤井物産、共成油肥、タンニン、北海科学、醸友クラブ、ミシン協会、農業協同組合、三井木材、三興商事、木工品協会、馬場商会などから500点を展示。高橋北修によるパノラマ画が目玉となった。面積150坪。
  - 旭川卸商連盟館：薬品、食品、小間物、化粧品、履物、自転車、ストーブ、家庭用冷蔵庫、文具、荒物、雑貨など旭川市内の各卸商が1000点以上を出品。
  - 東京館：東京都内のメーカー・業者による機械、肥料、フォノモーター、流量計、ガラス、コンプレッサー、塗料、度量衡器、竹製品、染料、製麺機、衣料、鉛筆、合成樹脂などを展示販売。
  - アメリカ館：あらゆる分野のアメリカの歴史と現況を大小12のジオラマや50枚あまりの図版写真で紹介。自由の女神、「世界のリーダーアメリカ」と書かれた回転地球儀、ナイヤガラ大瀑布やニューヨークのパノラマ、歴代大統領の肖像と自由の鐘、パンアメリカン航空の空飛ぶホテル、メイフラワー号模型、クラーク・ケプロン・ライマン・ダンなどによる北海道とアメリカの交渉史、ハリス・ペルリ・マ元帥などによる日米親善譜、自動車の生産状況、近代的家庭を描いたモデルルーム等を展示。102坪。
  - テーマセンター：高さ80尺・幅12間で円形屋根の上に7重の四角屋根を配し中央の尖塔に直径10尺の博覧会マークを象ったリングを据えたシンボルオブジェ。
  - 釧路根室館：千島返還問題、産業資源と総合開発、港湾と漁港、観光地と天然記念物のジオラマ、マリモやワカサギを飼育するガラス水槽を展示。36坪。
  - 全国物産館：東京物産協会の出品で全国各地の特産品を陳列即売。
  - 保険協会休憩所：旭川生命保険協会による保健思想の普及を兼ねた無料休憩所。
  - 上川館：上川支庁管内の各町村から農機具、織物、農産物、高山植物などを出品したほか8尺大の熊の剥製や観光パノラマを展示。77坪。
  - 三馬館：自社のゴム製品を展示。20坪。
  - 市警察出張所
  - 救護所
  - 石川館：織物、染め物、九谷焼などの陶器、漆器、農機具、郷土玩具、箔物などの出品や織物実演を実施。80坪。
  - 新潟館：仏壇、仏像、織物、竹製品、金物、食品、農機具、スキーなどの木工品、酒などを展示。102坪。
  - 愛知名古屋館：印刷機、自転車、ミシン、農機具、繊維製品、小型自動車などを展示。156坪。
  - 富山館：木漆、金工品、繊維品、家庭医薬品、化学肥料、農機具などを展示。95坪。
  - 奈良館：春日神社の楼門を象り、筆、墨、鹿角細工、一刀彫、吉野箸、蚊帳、奈良漬、茶筅などの展示や奈良公園、吉野山、法隆寺のパノラマや即売会を展開。
  - 子供の国：飛行塔、電気汽車、魔法の家、ジープ、回転滑り台、シーソーブランコ、波状回転塔、ジャングルジムなどの遊具や狸、アザラシ、猿、牝鹿などを展示する小動物園を展開。3000坪。
  - 家畜展：旭川酪農組合、東神楽村、旭川面緬羊組合、旭川山羊組合、旭川養豚組合、ケネルクラブ、深川塩田養狐場、道庁・上士別・旭川アンゴラ養兎組合、琴似高田養兎場、滝川種羊場、旭川・美瑛養鶏場が牛、馬、緬羊、山羊、豚、犬、狐、狸、ミンク、ヌートリア、兎、七面鳥、アヒル、ガチョウ、鶏などを出品、紡毛下降実演や畜産製品、人工授精模型器具も紹介。2000坪。
  - 森永館：森永製菓の各種製品を展示販売。28坪
  - 日通館：日本通運の業務を平易に紹介。20坪。
  - 日立館：日立製作所の製品を通じ科学的思想を普及する。
  - アメリカ映画劇場：定員200名の劇場でCIE協力後援のもと教育映画や劇映画を無料公開。60坪。
  - 案内所：正面入口横にて会場案内やスタンプ捺印、電報取次を実施。
  - 岡崎機械館：三菱、久保田の各種機械を出品。
  - 天理館・天理休憩所：天理教北海道教務支庁によ天理教本部や教旨を写真などで紹介する展示場、また休憩所も設置し合計65坪。
  - 北海道新聞社休憩所：北海道新聞社旭川支社による休憩所。
  - ヤンマー展示所
  - 迎賓館：道内外からの来賓に備え1階にホール・食堂・事務室、2階に休憩所並びに宿泊所として和室・洋室各1室を設置。
  - アイヌ館：滝と渓流や鹿・狼・熊・アイヌ人形を置いた4坪の原始林模型や、4坪のアイヌ住居、子熊を飼育する檻、アイヌ風俗人形、風俗画やジオラマを展示。120坪。
  - 池中塔：大噴水による人工虹を展開。
  - プラネタリウム館：内径7.3mの円天井に天体を映し出した。13坪。
  - 天文台：内径4m・側壁高さ1.7m・屋根高さ2.005m・円屋根スリット75cmの建屋に6インチ屈折望遠鏡を設置。閉会後は市営天文台として2005年まで使われ建屋はその後も現存している。
  - 気象館：電灯やモーターによる展示で天気予報や高気圧・低気圧の動き、大空案内などを展開。20坪。
  - フクロク館：フクロクストーブによる自社製品展示。
  - 日本石油スタンド：カルテックスブランドのガソリンを宣伝するスタンド。
  - 小型自動車館（濱口モータース館）：オオタ・ダイハツ・くろがね・みずしまの小型自動車、ラビット・メグロ・キャブトンのバイクなどを展示。
  - マツダ館：大型三輪トラック、散水自動車、ライトバンなどを展示。
  - 国税館：幻灯式・電動式などの平易な解説で納税思想を普及する。
  - 北海道開発館：北海道の資源や現況を余すところなく展示し、総合開発の飛躍への方向性を与える。閉会後は骨組みを使用し市民会館→体育館（旭川市総合体育館常磐分館）に転用。
    - 回顧と農業の部門：北海道開拓の歴史や、将来の農業をジオラマや図版などで紹介。
    - 水産部門：淡水魚水槽、捕獲法の実演、将来の漁村のパノラマ、武蔵堆の解剖、魚の処理法や貿易の実態を紹介。
    - 鉱産・林産の部門：入り口は鉱山の坑道をイメージしドリルをもった鉱夫人形や鉱山模型や鉱産の実情、石炭や石油、林産では木炭窯の模型や原始林のパノラマ、木材の流送模型、狩猟の関係、観光・治山治水を紹介するスライドを映写する山小屋を展開。
    - 工業部門：道内産業で最も脆弱な工業の問題点を取り上げつつ、工業試験場の活動や各種工業製品を紹介。
    - 交通運輸・土地改良・港湾・電気通信の部門：青函海底トンネルのジオラマ、港湾、土地改良、石狩地域総合開発のジオラマ、糠平の電源開発、小規模水力発電による電気脱穀機の実演を展開。
    - 文化部門：北海道の文化飛躍を祝福する女神像を中心に明るい希望を与えて送り出す。

  - 協賛会館：博覧会協賛会による休憩所。
  - 野外劇場：日劇ダンシングチーム、美ち奴と日本橋きみ栄、雷五郎一座、島原花魁道中など舞踊・歌謡をはじめとした各種演芸ステージを開催。
- 河畔会場（石狩川河畔・第二会場）
  - 国産館：東北、関東、中部、近畿、中国、九州、その他個人メーカーなど道外各府県から4000点を展示販売。630坪。
  - 高山植物館：図表や標本、油絵や幻灯フィルムなどで高山植物を紹介。20坪。
  - 層雲峡大パノラマ：幅30間高さ5間で高山植物を配した前庭や2馬力のモーターの巻き上げによる銀河の滝・流星の滝を含む大規模なパノラマを展開。
  - たばこ館：タバコと喫煙具の変遷や新鋭のタバコ製造機による新生の実演製造販売を展開。60坪。
  - 機械館：道内外から130点の農漁村用器具・製麺機・農機具・木工器具・花筵機・内燃機関・電気機器・精米機・冷菓機・ミシン分離機・農薬などを展示。150坪。
  - 電気通信館：1日30kwの電力を用い回転式歴史ジオラマや卓上電話機、印刷電信機、自動電信機、磁石式交換機などを出展。80坪。
  - 美術館：絵画・彫刻・写真・書道・華道など約300点を展示。90坪。
  - 厚生労働館：引揚者厚生製品、授産場優秀作品、補導所優秀作品、労働関連資料、寒地住宅・不燃住宅モデル、子供のための住宅、受胎調節、優生結婚などを紹介。110坪。
  - 教育館：6・3制教育の実態やアメリカの教育の現状を写真や図版で紹介。
  - 郵政館：郵便局員が出張し切手販売や小包の引受を行ったほか、郵便に関する16ミリ映画や主要都市への配達日数、世界の切手や郵便事業の解説を行った。
  - アメリカ図書館：CIEの協力を得てアメリカ図書1000冊、雑誌500冊などを配備。
  - 優生結婚相談所：優生結婚や受胎調節について専門医の指導相談を行った。
- 特設会場（北海道神社）
  - 宗教文化館：聖徳太子像、鎌倉時代の羅漢像や曼荼羅図、吉祥天女画像、二十五菩薩来迎図、天福本普勧坐禅儀、有名神社写真、キリスト教禁制札、原爆遺品など国宝級のものを含む有名宝物を200点以上出品。1500坪、別途入場料4円99銭。

## 主なイベント
野外劇場
- NHK「私は誰でしょう」公開録音（7月21日）
- 日劇ダンシングチーム（7月24日）
- 雷門五郎大一座（7月24日-8月7日）
- 美ち奴とラッキーパピー楽団（7月31日-8月3日）
- 日本橋きみ栄とその楽団（8月4日-7日）

その他
- 東京都移動動物園（7月16日-22日 旭川市中央小学校校庭・丸井今井旭川店）
  - 象「インディラ」をはじめライオン、熊、おさるの電車などを飼育展示。
  - 入場料大人20円・子供10円 入場者206,559人、純益752,089円65銭。
- パ・リーグ公式戦毎日-大映・南海-西鉄（市営グラウンド 7月20日）
- 宮城道雄公演会（旭川市公会堂 8月8日）